# Ziegelweiher (Sauerlach)
Der Ziegelweiher ist ein künstliches Gewässer bei Arget im bayerischen Landkreis München.

## Beschreibung
Der Weiher liegt auf etwa 658 m ü. NHN am Waldrand im Deisenhofener Forst westlich von Arget.